# Michael Schorr
Pour les articles homonymes, voir Schorr.
Michael Schorr est un réalisateur allemand né en 1965.

## Filmographie
- 2002 : Ferner liefen (TV)
- 2003 : Schultze Gets the Blues
- 2006 : Schröders wunderbare Welt